# Chemins de fer départementaux de la Drôme
Les Chemins de fer départementaux de la Drôme exploitent un réseau de chemin de fer secondaire construit à voie métrique. Il est créé par le département de la Drôme. La longueur des lignes est de 195 km. Le réseau a fonctionné entre 1893 et 1935.
Il est exploité dans un premier temps par la Compagnie des chemins de fer de la Drôme puis  par la Régie des chemins de fer de la Drôme

## Histoire
La concession d'un premier réseau départemental est déclarée d'utilité publique par un décret du 17 août 1891.
Cette concession, d'une durée de 75 ans, destinée au transport des voyageurs et des marchandises, est accordée à M. Marchand, ingénieur domicilié 31 avenue de l'Opéra à Paris. Ce dernier  crée la Compagnie des chemins de fer de la Drôme afin de pouvoir lever les fonds nécessaires à la construction etl'exploitation du réseau, constitué des lignes suivantes :
- de Saint-Vallier au Grand-Serre ;
- de Tain à Romans ;
- de Valence à Chabeuil ;
- de Montélimar à Dieulefit.

### La Compagnie des chemins de fer de la Drôme

#### Création des chemins de fer de la Drôme

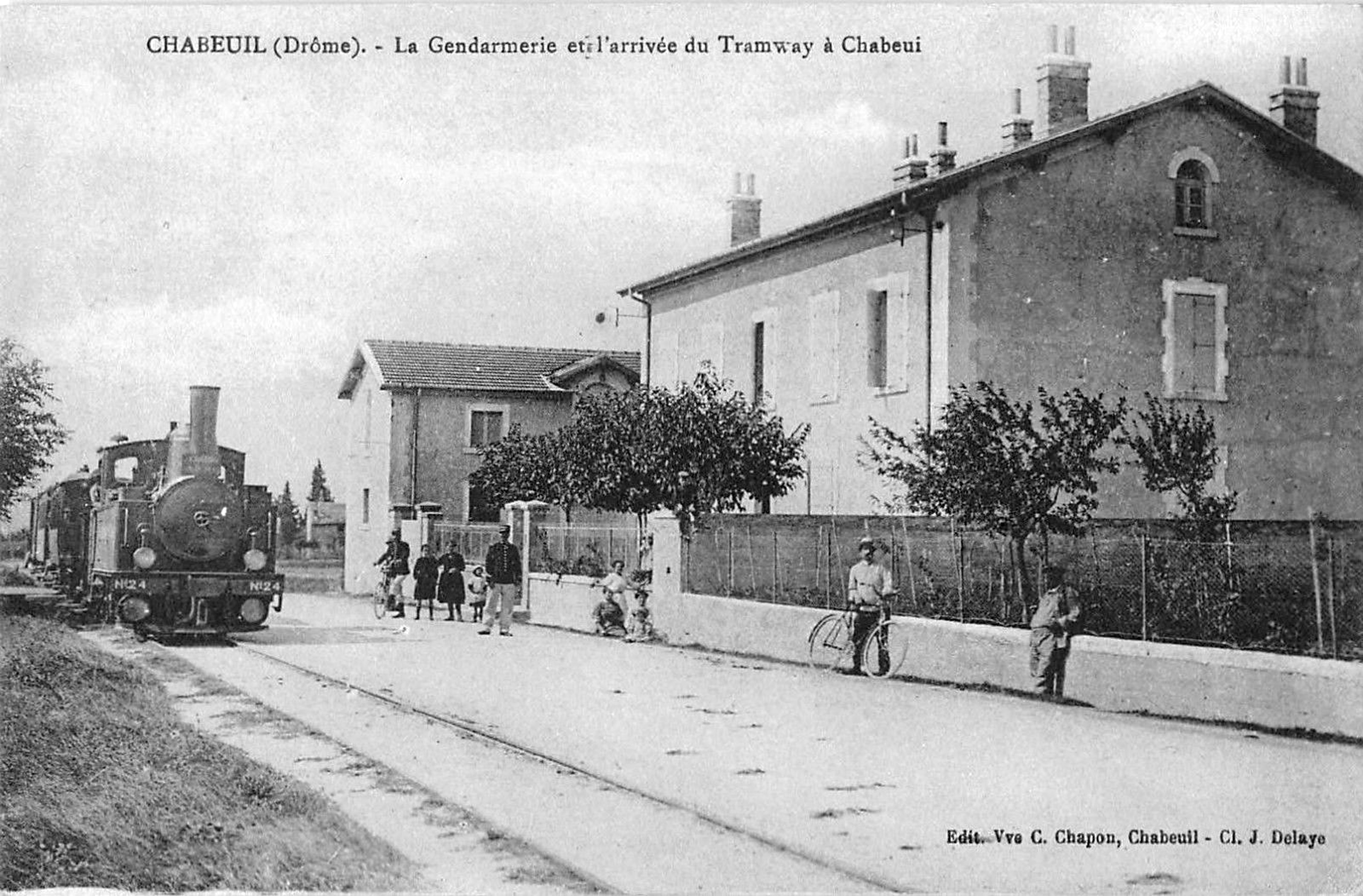
Un train en gare de Chabeuil

La compagnie est formée à Paris en septembre 1891, et se substitue à monsieur Marchand. Son siège initialement à Paris est transféré à Valence en 1895.
L'un des administrateurs de la compagnie est M.François Dujardin Beaumetz, frère d'Étienne Dujardin-Beaumetz. Monsieur Prévet est le président du Conseil d’administration de la compagnie et M. Marchand en est le directeur.
La compagnie obtient en 1893 la concession de trois nouvelles lignes : 
- de Chabeuil à Sainte-Eulalie-en-Royans ;
- de Saint-Donat à Tain et à Romans ;

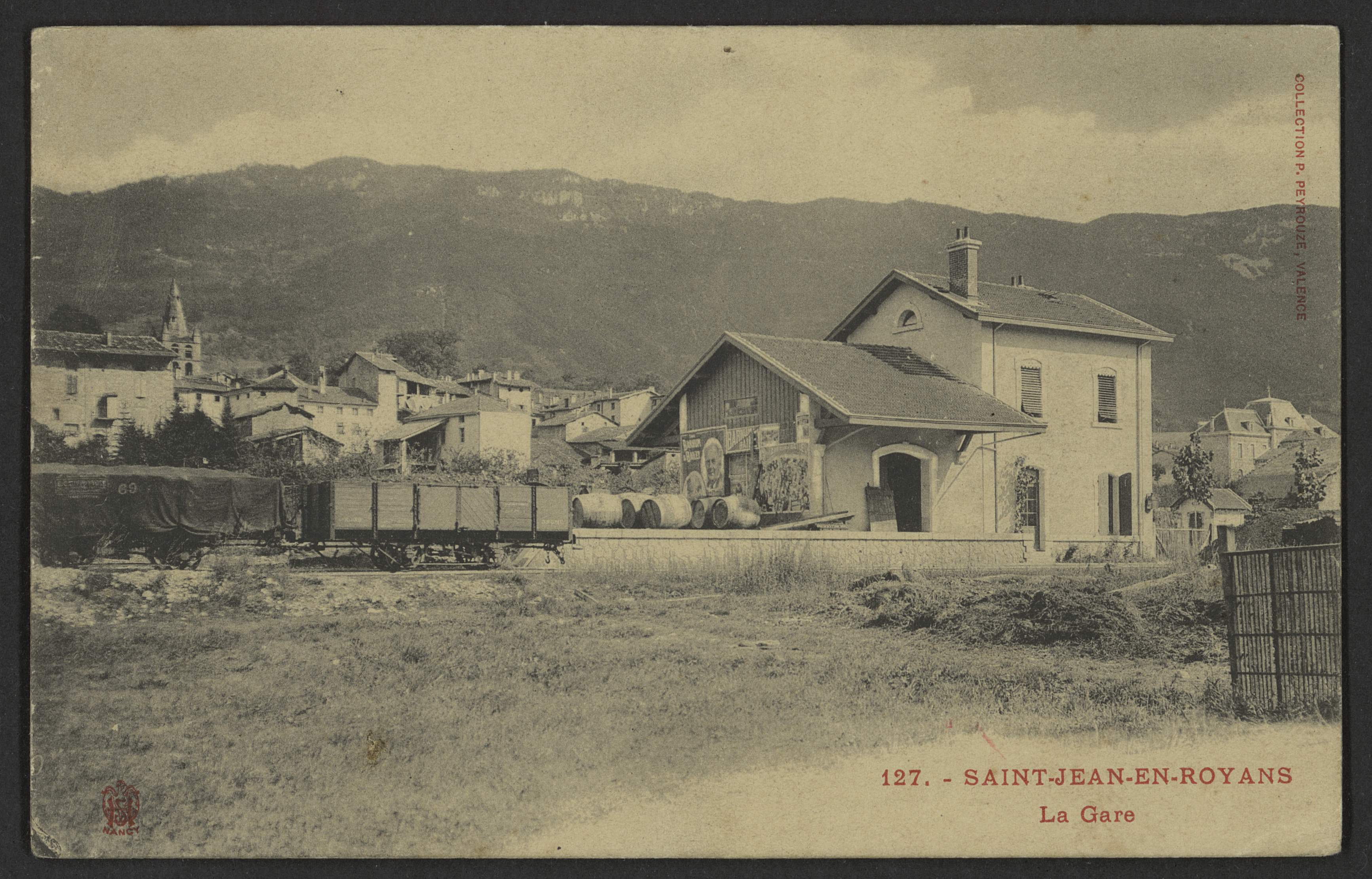
Gare de Saint-Jean-en-Royans.

- de Châtillon à Pont-de-Quart[8].

### La Régie des chemins de fer de la Drôme
La régie est créée en 1921 après le rachat du réseau par le département de la Drôme.
Sur la ligne de Montélimar à Dieulefit, des automotrices De Dion sont achetées, qui permettent avec un seul agent d'assurer deux allers-retours chacune. La faible vitesse commerciale ne permet cependant pas de concurrencer le trafic routier.
La régie acquiert en 1925, les actifs de la compagnie du chemin de fer Taulignan-Grignan-Chamaret (TGC) et intègre la ligne à son réseau.

## Infrastructure

### Les lignes
Le premier réseau :

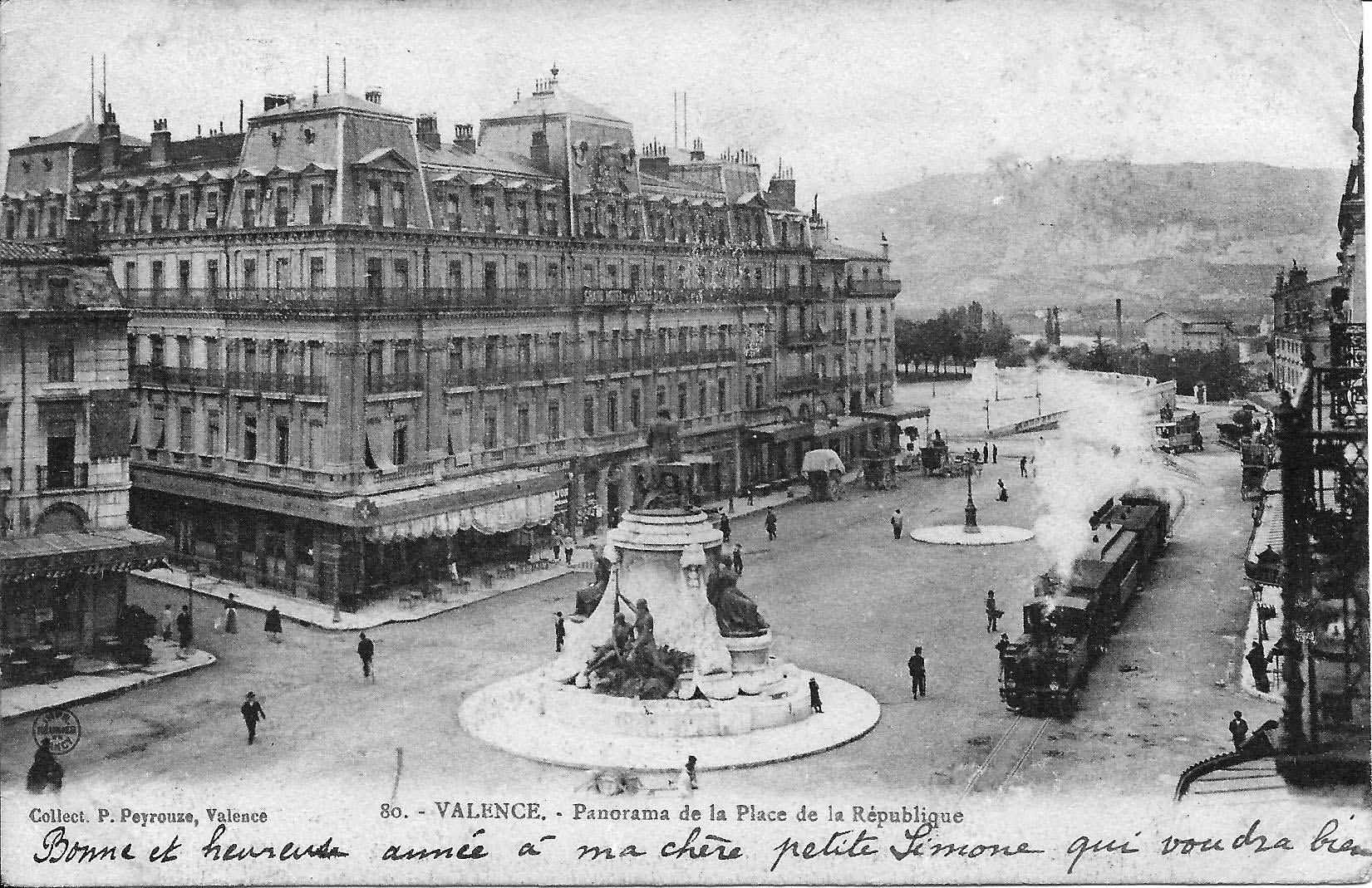
Train à vapeur sur la place de République à Valence.

- Saint-Vallier - Le Grand-Serre, (26 km), ouverture en octobre 1893,
- Montélimar - Dieulefit, (29 km), ouverture en juillet 1893,
- Tain-l'Hermitage - Romans,  (18 km), ouverture en juin 1894,
- Valence - Chabeuil, (12 km), ouverture en mars 1894,
- Clérieux - Saint-Donat, (9 km), ouverture en 1896,
- Chabeuil - Bourg-de-Péage, (21 km), ouverture en 1897.

Le second réseau :
- Bourg de Péage - Pont-en-Royans, (40 km), 1901,
- Pont-de-Quart - Châtillon-en-Diois, (8,5 km), ouvert le 17 juin 1903[10],
- Valence -  Crest, (27 km), 1906,
- Bourg de Péage - Romans, (2 km), 1908,

Toutes ces lignes forment un réseau et sont reliées entre elles, excepté les trois lignes isolées de Saint-Vallier au Grand-Serre, de Montélimar à Dieulefit et de Pont-de-Quart à Châtillon-en-Diois.
La ligne de Montélimar à Dieulefit est construite à moindre coût, en accotement de la route. Les rayons des courbes atteignent la valeur minimum de 30 mètres. La qualité du ballast est prévue pour une vitesse maximale de 40 km/h. Les trains n'ont jamais dépassé la vitesse de 25 km/h en exploitation.

#### Ligne de Montélimar à Dieulefit
Après l'arrivée du chemin de fer à Montélimar, plusieurs projets de liaison entre la gare de Montélimar et Dieulefit se succèdent, tous soutenus par le député Théodore Morin :
- un premier projet émerge en 1866. La ligne envisagée est à écartement normal et sur plate-forme propre, pour un coût de 2 240 000 francs ;
- un monorail circulant sur route est proposé en 1868, mais à l'état de prototype, le projet n'est pas retenu ;
- un autre monorail du type Fell, à rail central, identique à celui circulant entre Modane et le Mont-Cenis, est envisagé en 1869 ;
- une voie d'intérêt local est proposée en 1870, mais la guerre franco-allemande de 1870 empêche qu'il soit donné suite. En 1881, une enquête d'utilité publique ne donne pas de résultat ;
- Enfin, le projet d'un tramway, sur voie à l'écartement d'un mètre construite en accotement de la chaussée et financée par le département à 75 % est retenu. Les travaux commencent en 1892, pour un coût de 1 620 000 francs.

### Ouvrages d'art

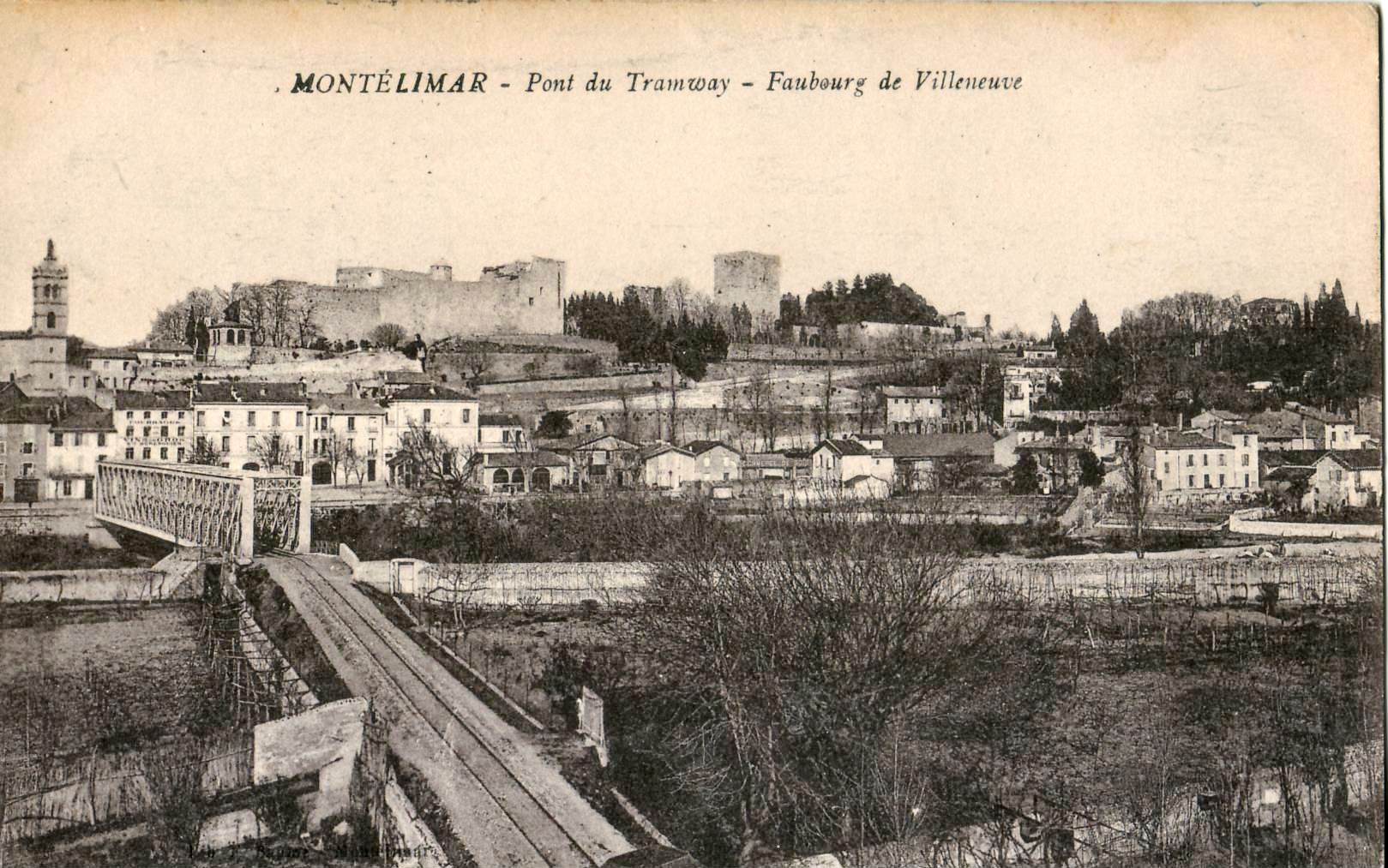
Pont sur le Roubion à Montélimar

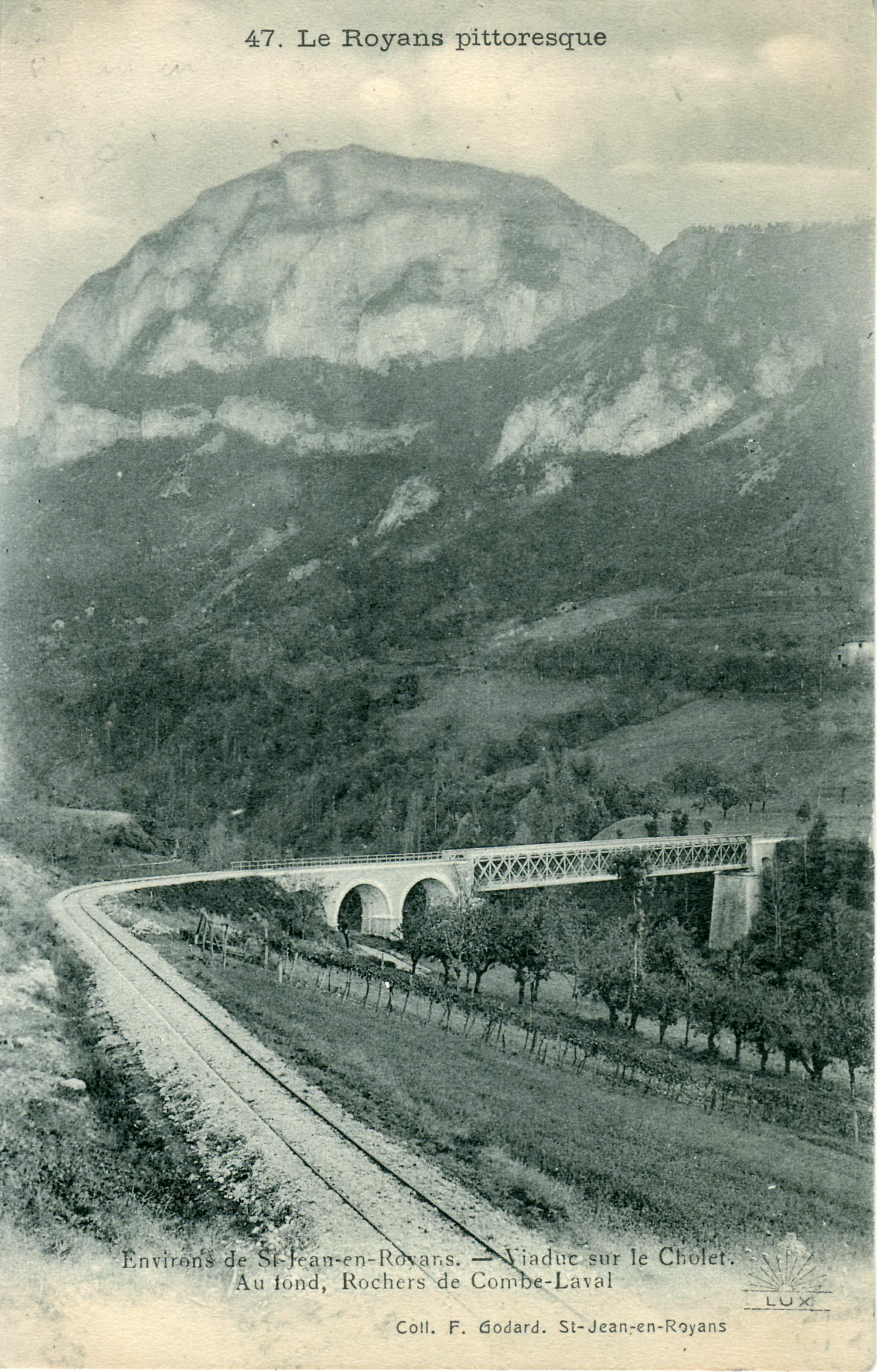
Viaduc sur le Cholet près de Saint-Jean-en-Royans.

Sur la ligne de Montélimar à Dieulefit, la voie est construite en accotement de la route. Les seuls ouvrages propres à la ligne sont le viaduc du Roubion (à gauche) et le contournement du Poët-Laval.
Sur la ligne  de Saint-Jean-en-Royans a été construit le Viaduc sur le Cholet comportant un tablier métallique.

### Autres constructions
Sur la ligne de Montélimar à Dieulefit, deux remises pour le matériel roulant sont construites à Dieulefit et à la gare d'Espoulette à Montélimar. L'aménagement de la ligne était simple : les chefs de gare n'étaient pas logés, il n'y avait pas de toilettes dans les gares.

## Exploitation

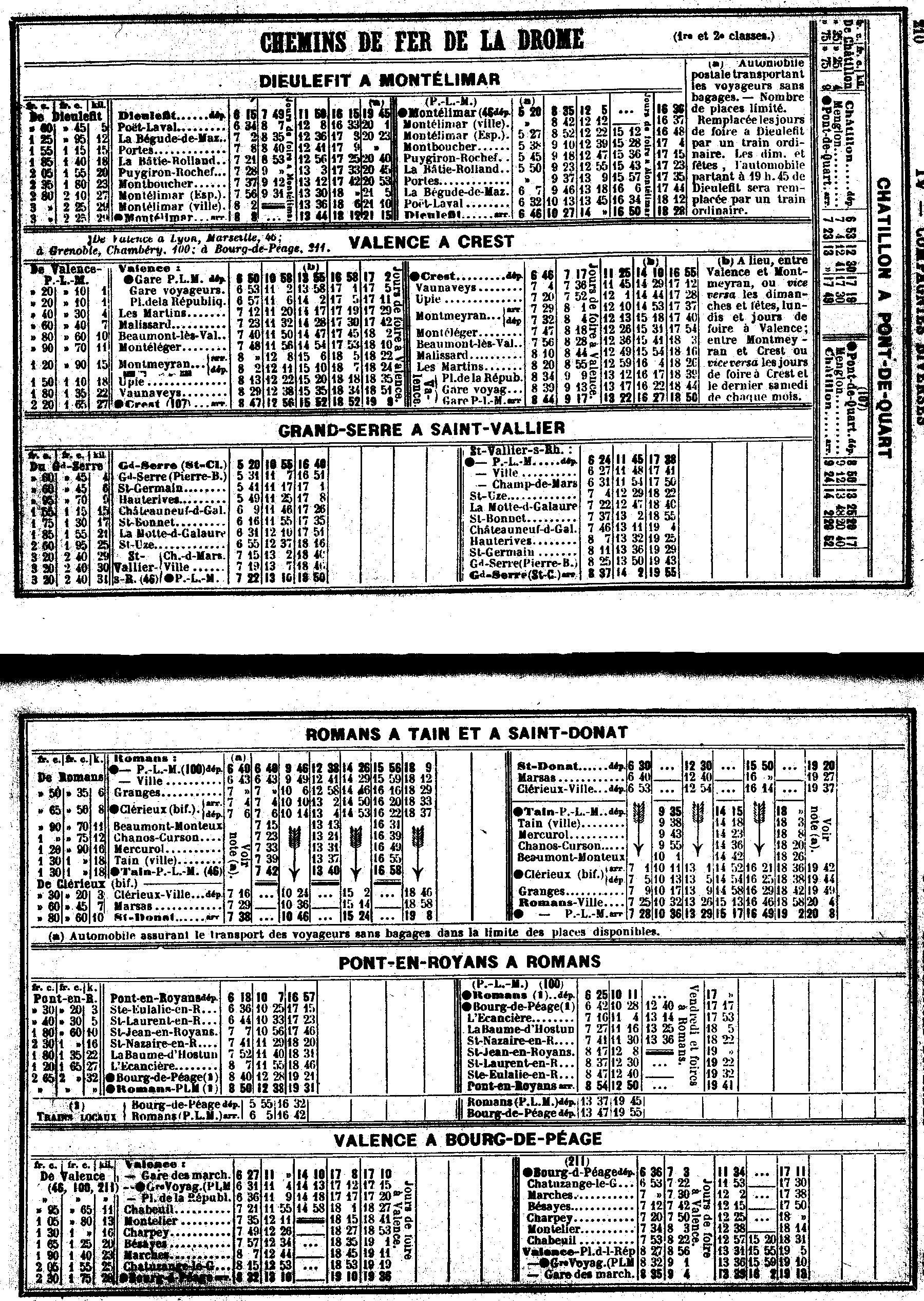
Horaires des lignes du réseau départemental, en mai 1914.

Les convois de la ligne de Montélimar à Dieulefit traversaient les agglomérations à une vitesse de 6 km/h, pour une moyenne sur le parcours de 17 km/h. L'horaire se composait de deux allers-retours par jour, puis trois à partir de 1894, plus des trains spéciaux les jours de foire. En 1903, une voiture hippomobile sur rail, pouvant transporter des marchandises et dix voyageurs, assure un quatrième aller-retour quotidien.
Sur la même ligne, le trafic difficile à estimer, reste probablement faible pour les marchandises : dix wagons par mois à Puygiron (pierre et blé), un embranchement vers une carrière à Rivales (argile), les autres gares expédiant poteries, bois et produits agricoles. La laine, le sucre,le charbon étaient reçus par le train. Au total, les frais de personnel (une cinquantaine d'employés) n'ont jamais été couverts par l'exploitation et le département assura l'équilibre.

### Première Guerre mondiale
Pour économiser le charbon, le service est réduit (une des trois correspondances sur la ligne de Montélimar à Dieulefit) et du matériel envoyé sur le front pour les communications militaires sur voies étroites. Cependant, le troisième train est rétabli en 1915, par exigence de l'Armée, avec un aménagement des horaires pour faciliter les correspondances à Montélimar, afin de réduire au maximum les délais de voyage pour les permissionnaires.

### Matériel roulant
Locomotives à vapeur :

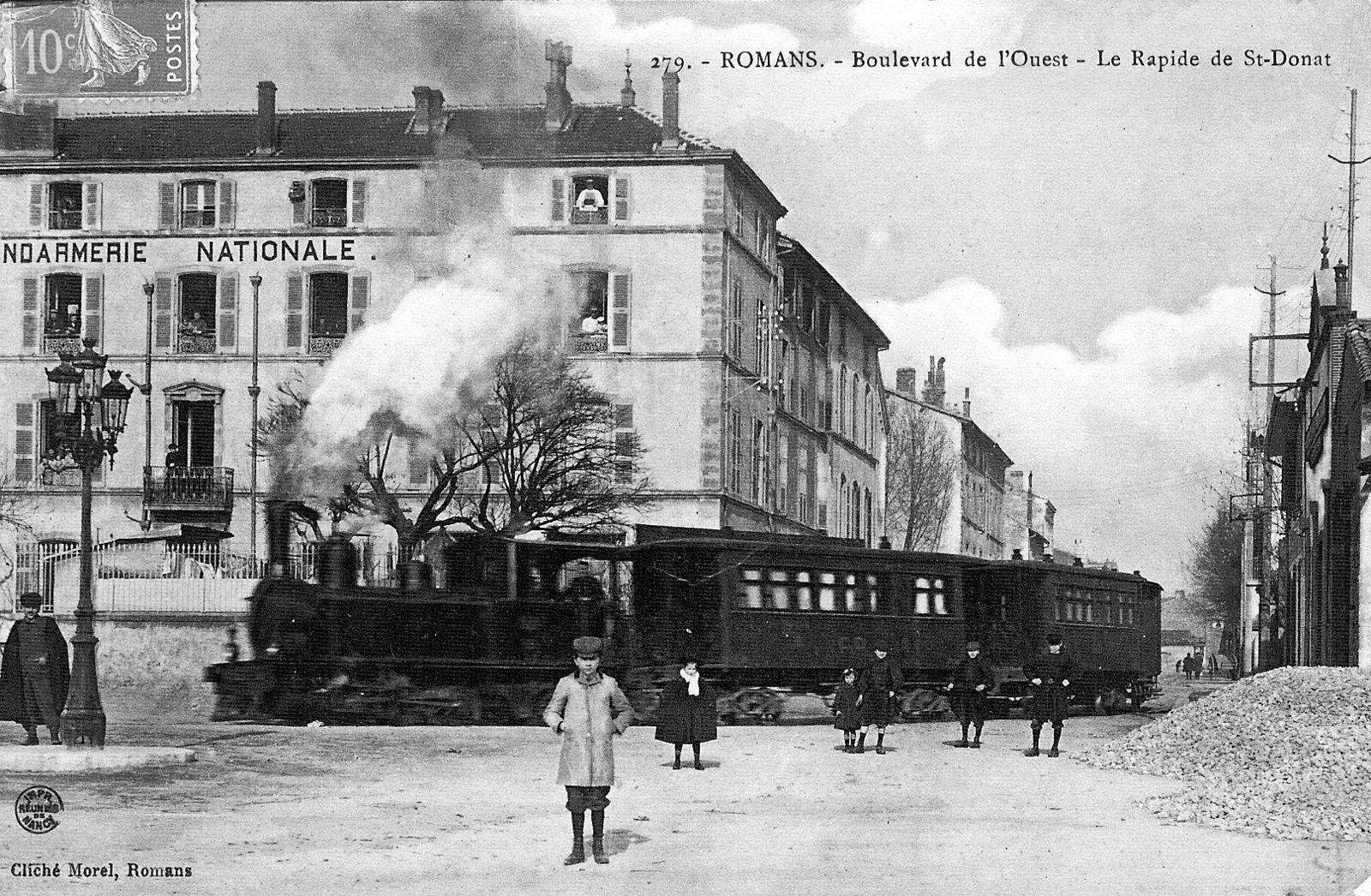
Locomotive Weidknecht à Romans, Boulevard de l'Ouest avec un train pour Saint Donnat

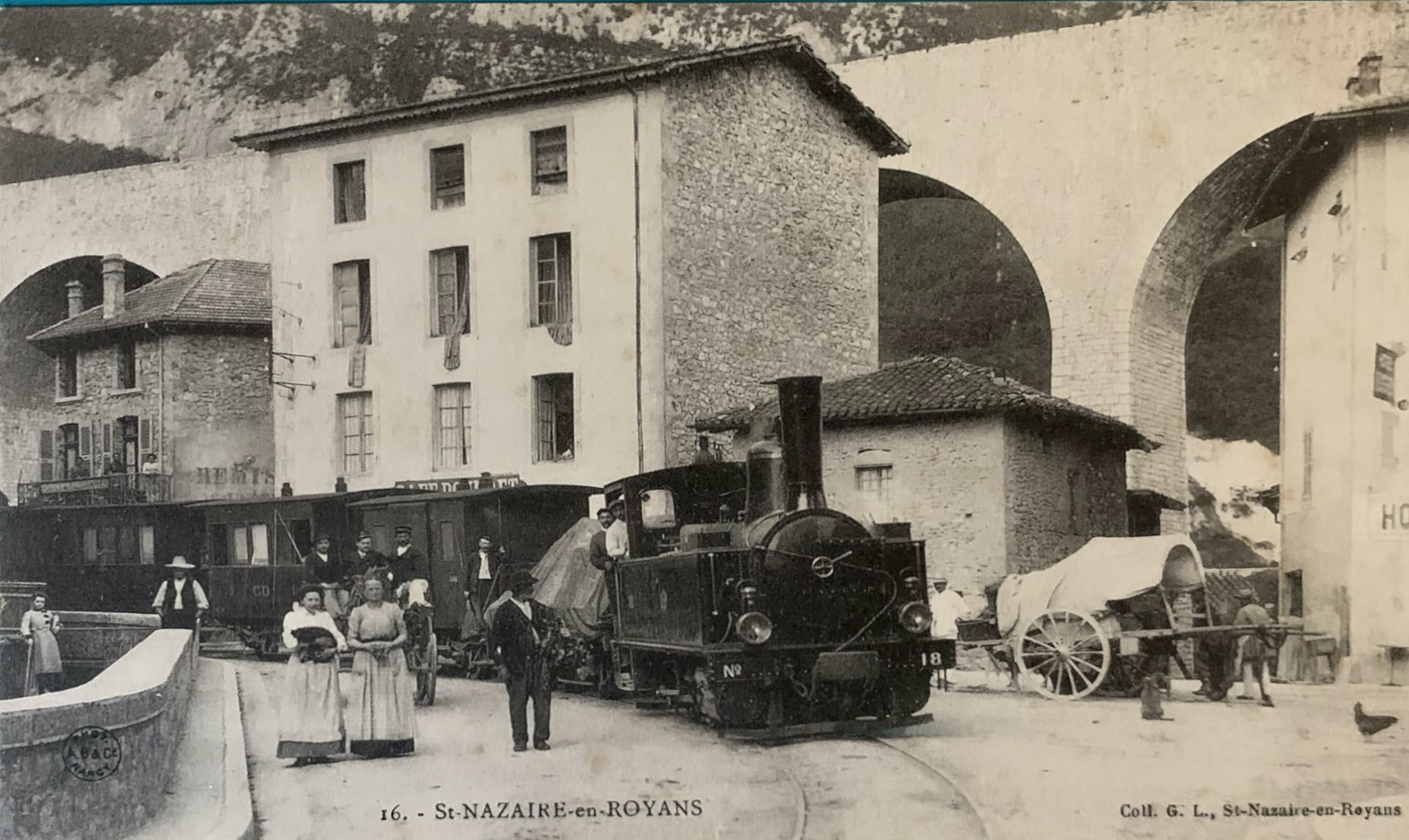
Locomotive Pinguely n°18 à Saint-Nazaire-en-Royans.

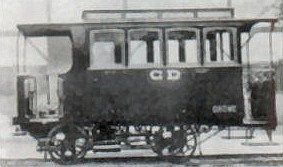
Automotrice à vapeur Turgan-Foy

- N° 1 à 10, type 031T, Weidknecht, 1893[14]
- N° 11 à 12, type 040T, Weidknecht, 1893, système Hagans[15],
- N° 13 à 15, type 030T, Corpet-Louvet, 1896, (N° constructeur 690 à 692)
- N° 16-17, type 030T, Pinguély, 1897, (N° constructeur 38 à 39)
- N° 18-20, type 030T, Pinguély, 1898, (N° constructeur 67 à 69)
- N° 20-22, type 030T, Pinguély, 1901, (N° constructeur 140 à 141)
- N° 23-26, type 030T, Pinguély, 1906, (N° constructeur 199 à 202)
- N° 27-28, type 030T, Pinguély, 1908, (N° constructeur 229 à 230)

## Vestiges et matériels préservés
- La locomotive no 14 est préservée au Musée des tramways à vapeur et des chemins de fer secondaires français.
- La locomotive no 16  Classée MH (2003)[16] est préservée par l'Association des amis du Petit Anjou.

Divers bâtiments ont été conservés notamment celui de la gare de Beaumont-les-Valence.

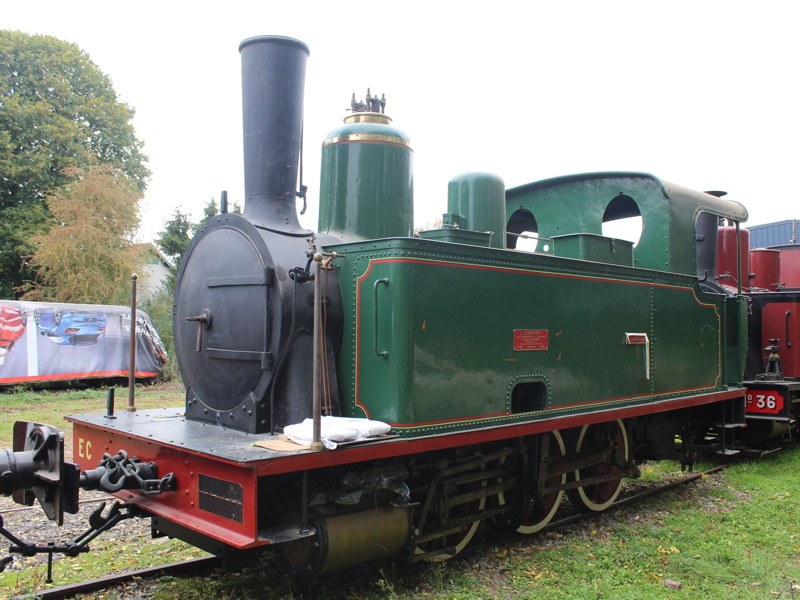
La 030T n° 14 préservée au MTVS.
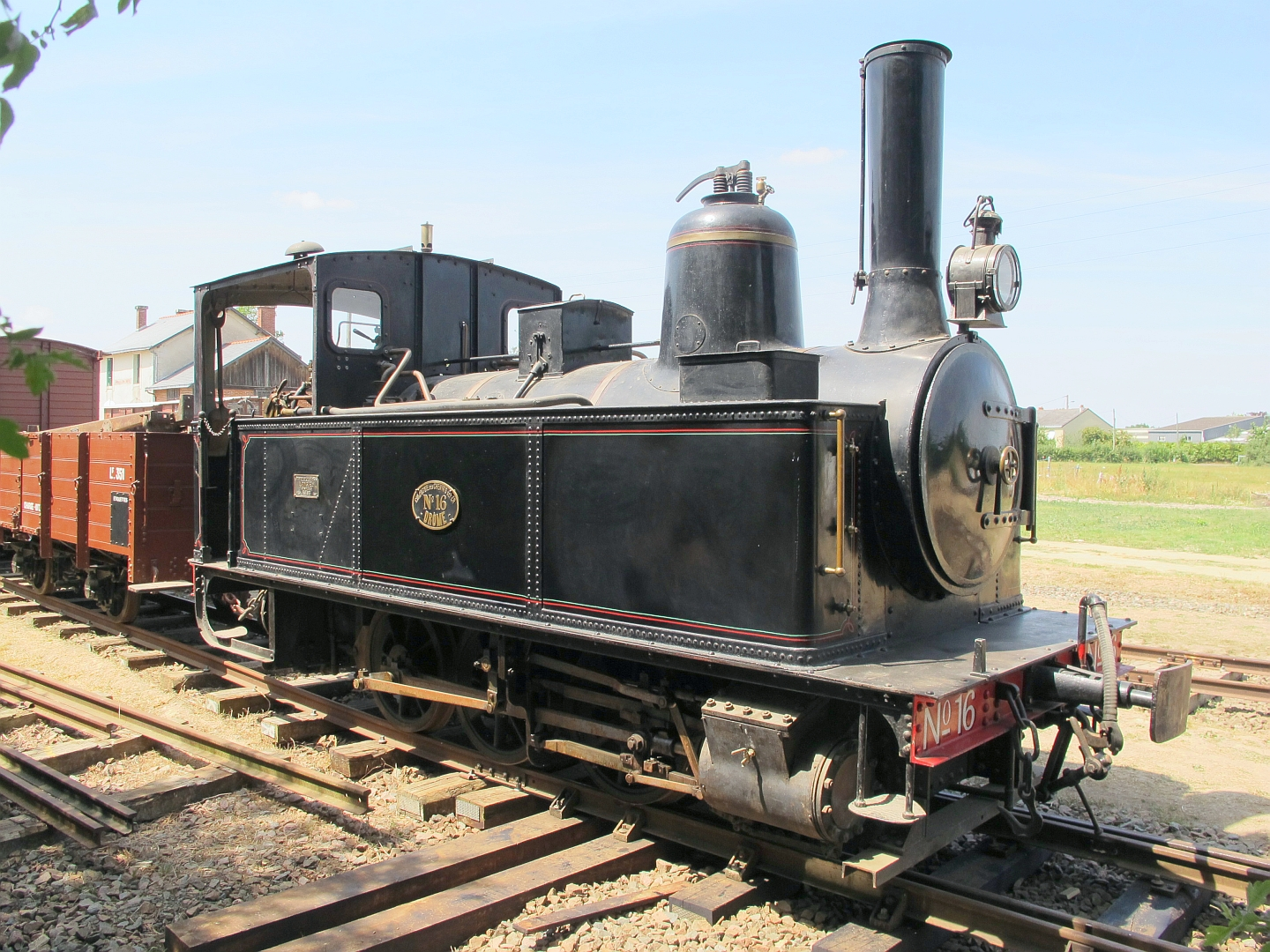
La 030T no 16 préservée par l'AAPA.
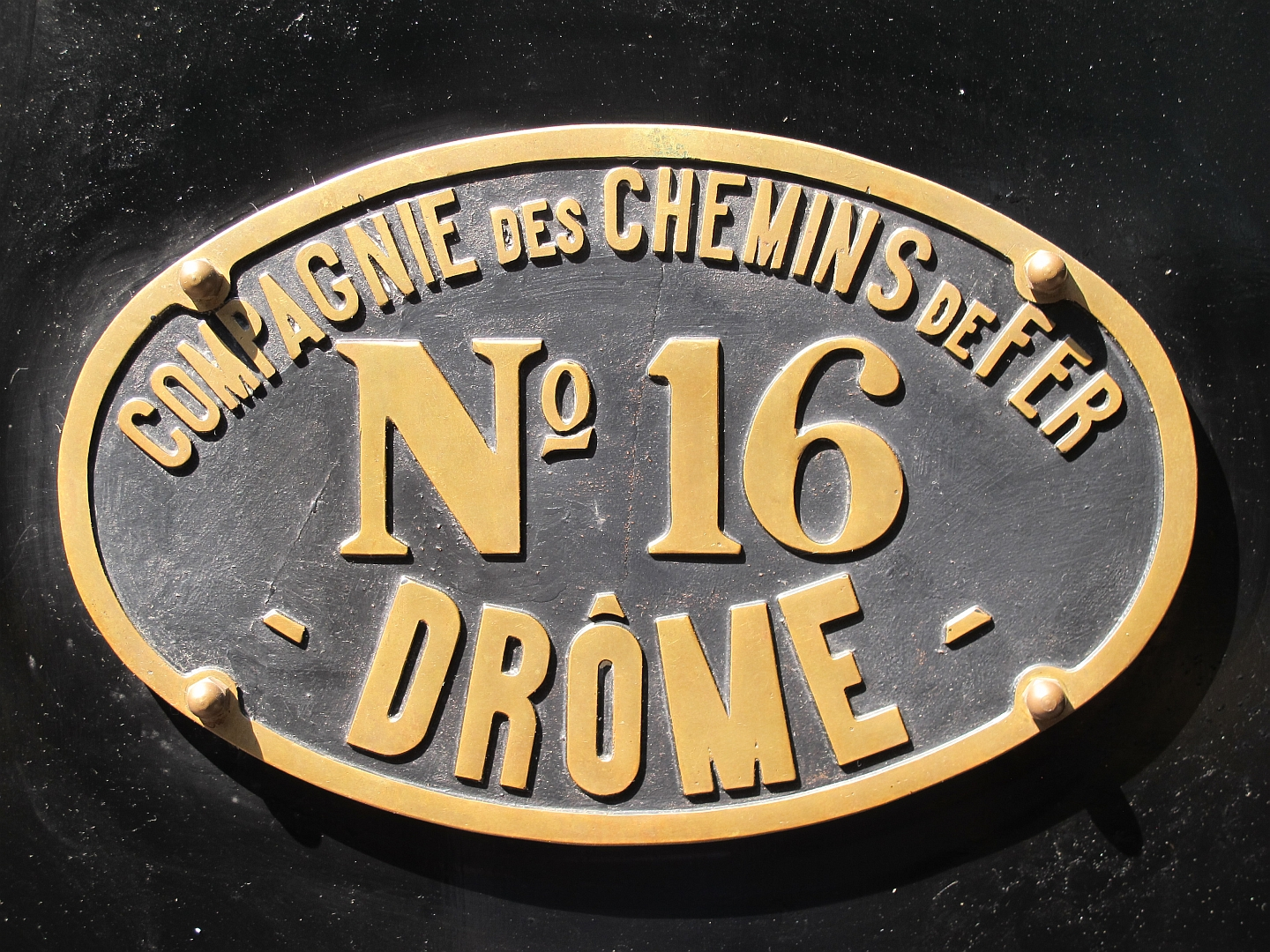
Plaque de la locomotive no 16.
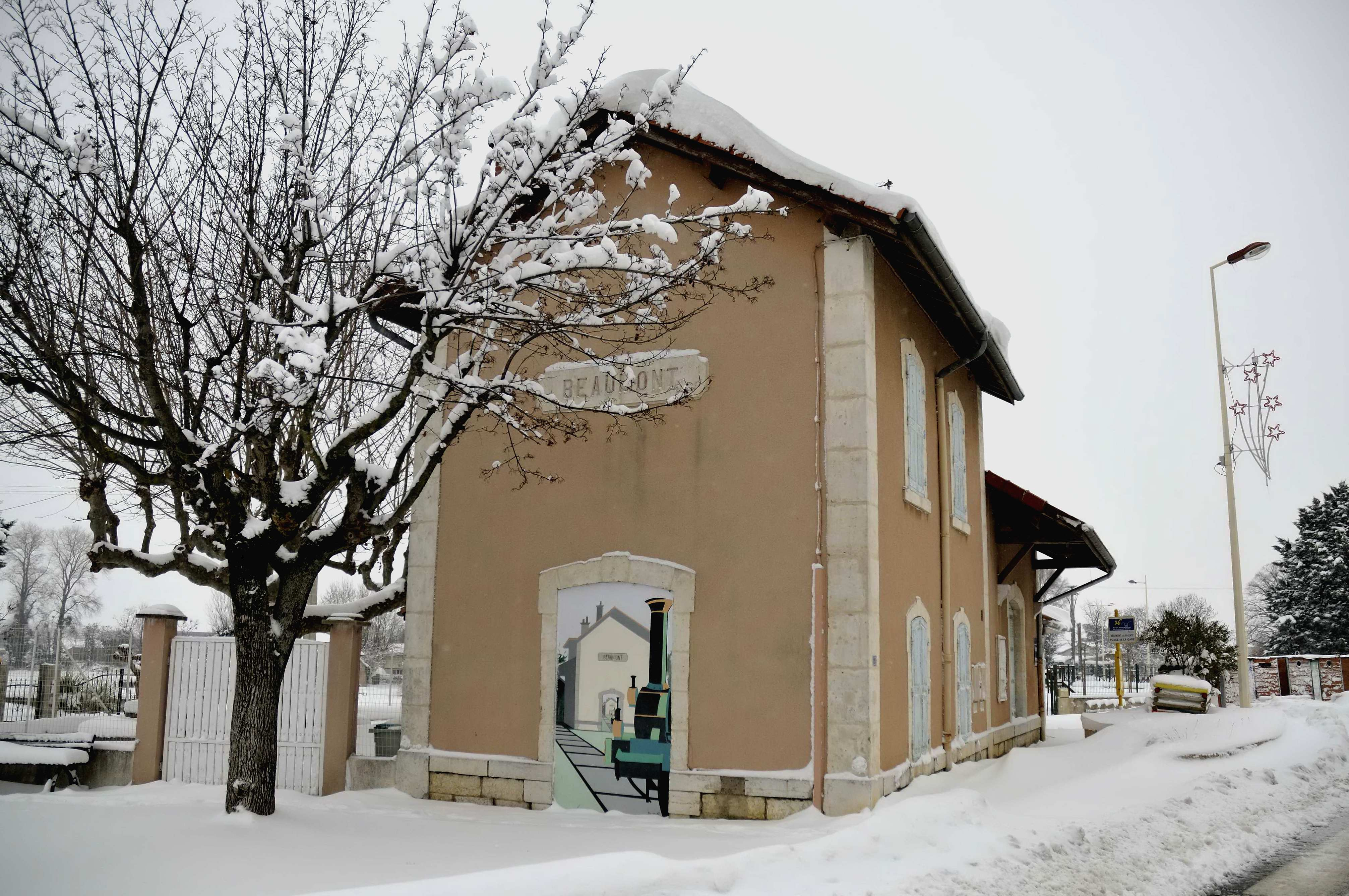
Ancienne gare de Beaumont-les-Valence.
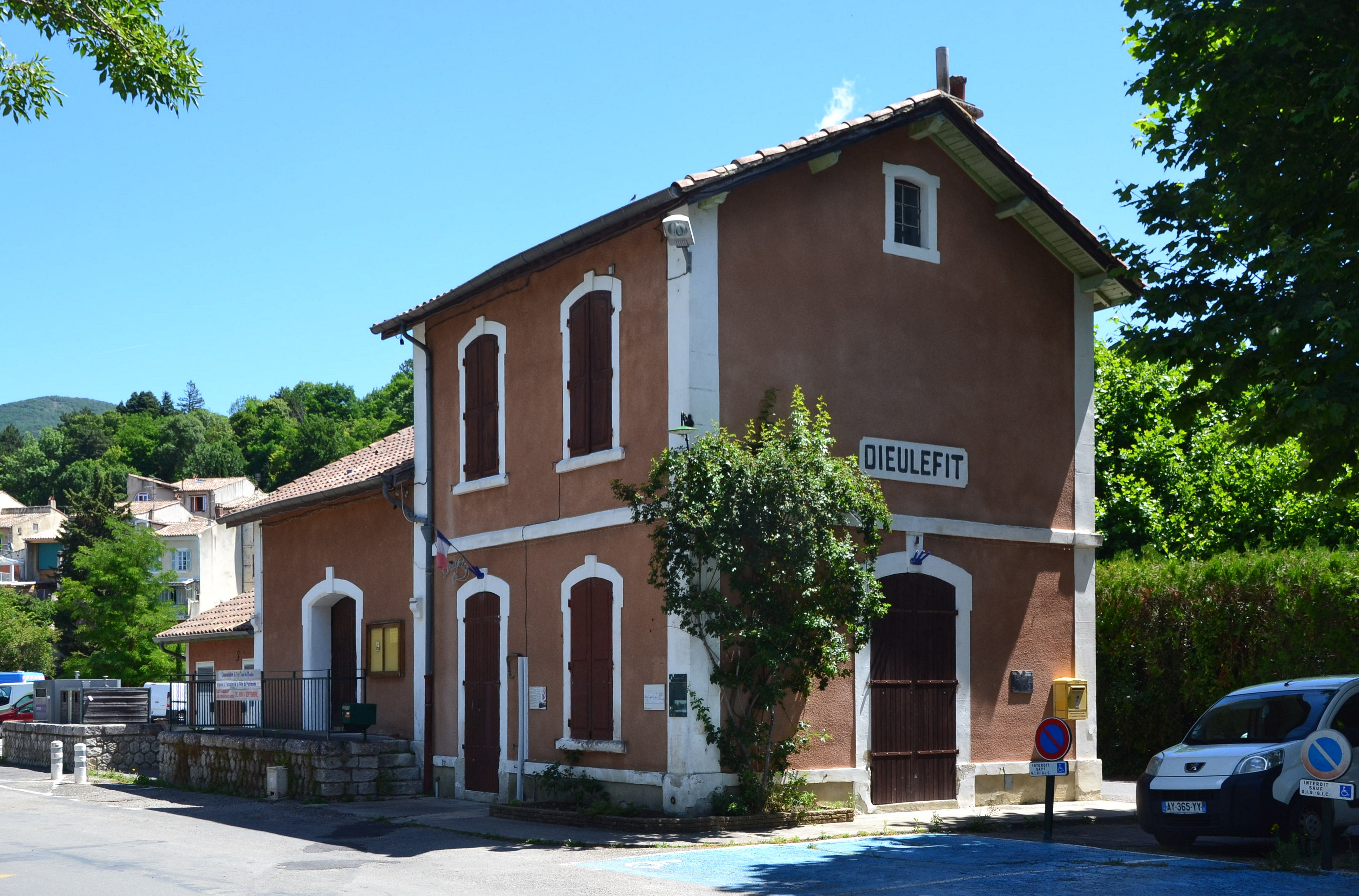
Dieulefit